# Jules Champfleury

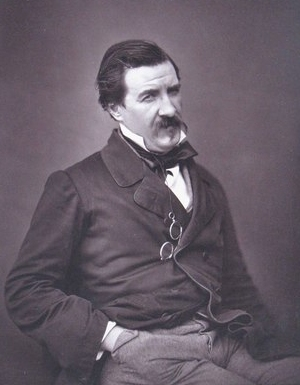
Jules Champfleury

Jules Champfleury (* 17. September 1821 in Laon; † 6. Dezember 1889 in Sèvres; eigentlich Jules François Félix Husson) war unter diesem Pseudonym, aber auch unter dem Pseudonym Jules Fleury, ein französischer Schriftsteller und Kritiker von Literatur und Kunst.
Champfleury schrieb eine Reihe von realistischen Romanen, Erzählungen aus seinem eigenen Erlebnisbereich und Provinzgeschichten, die vor allem dokumentarischen Wert besitzen. Er verfasste ein Manifest (Le réalisme, 1857) und mehrere Schriften zum Realismus in Kunst und Literatur sowie eine Geschichte der Karikatur (Histoire générale de la caricature, 1865–85). Ab 1887 war er bis zu seinem Tod Museumsdirektor in Sèvres.
Zu seinen Bekannten und Freunden zählten unter anderem Gustave Courbet, der ihn auf seinem monumentalen programmatischen Gemälde Das Atelier des Künstlers (1855; Paris, Musée d’Orsay) neben weiteren Freunden porträtierte, Charles Baudelaire, Pierre-Joseph Proudhon, Édmond Duranty und Max Buchon.

Gustave Courbet:
„Das Atelier des Künstlers“ (1855)
Paris, Musée d’Orsay

## Publikationen (Auswahl)
Fachbücher:
- Histoire de la Caricature Antique, um 1865, Paris
- Histoire de la Caricature au Moyen Age, 1872, Paris
- Histoire de la Caricature sous la Réforme et la Ligue, Louis XIII à Louis XVI. Paris
- Histoire de la Caricature sous la Révolution, 1877, Paris
- Histoire de la Caricature sous la République, l’Empire et la Restauration, 1874, Paris
- Histoire de la Caricature moderne, 1865?, Paris
- Histoire de l’imagerie populaire, 1886, Paris
- Bibliographie Céramique: Nomenclature Analytique de toutes les Publications faites en Europe et en Orient sur les Arts et l’Industrie Céramique depuis le XVIe siècle jusqu’en 1880, Reprint 1981, Hildesheim, Georg Olms Verlag
- Histoire de faiences patriotiques sous la revolution, 1875, Paris

Romane und Märchen:
- Les Excentriques, 1857, Paris, Neuauflage 1996, Plein Chant
- Les Propos amoureux: Madame Vatinel. Mademoiselle Aurore, 1861
- Les Souffrances du Professeur Delteil, 1870, Paris
- Contes de printemps. Les aventures de mademoiselle Mariette, 1853, Paris
- Contes choisis. Les trouvailles de Monsieur Bretoncel, La sonnette de Monsieur Berloquin, Monsieur Tringle. 1889, Paris